# Vegyes váltó szánkó a 2018. évi téli olimpiai játékokon
A 2018. évi téli olimpiai játékokon a szánkó vegyes váltó versenyszámát február 15-én rendezték. Az aranyérmet a német csapat nyerte. Magyar csapat nem vett részt a versenyen. A verseny helyi idő szerint 21:30-kor, magyar idő szerint 13:30-kor kezdődött.

## Eredmények
Minden csapat három egységből állt, amelyet négy fő alkotott: egy női egyesből, egy férfi egyesből, és egy kettesből, amely szabadon összeállítható. Az egységek egymás után indultak úgy, hogy a célba érkező egység megütött egy táblát a célban, amely a startnál kinyitotta a kaput a következő egység számára. Az utolsóként célba érkező egységnél állt meg az óra, ennek az eredménynek a sorrendje határozta meg a verseny végeredményét.
| Helyezés | R              | Versenyzők                                                                      | Nemzet                           | Női egyes | Férfi egyes | Kettes | Összesítés | Hátrány |
| -------- | -------------- | ------------------------------------------------------------------------------- | -------------------------------- | --------- | ----------- | ------ | ---------- | ------- |
| Arany    | 13–1 13–2 13–3 | Natalie Geisenberger Johannes Ludwig Tobias Wendl / Tobias Arlt                 | Németország (GER)                | 46,870    | 48,822      | 48,825 | 2:24,517   | —       |
| Ezüst    | 11–1 11–2 11–3 | Alex Gough Samuel Edney Tristan Walker / Justin Snith                           | Kanada (CAN)                     | 47,099    | 48,820      | 48,953 | 2:24,872   | +0,355  |
| Bronz    | 12–1 12–2 12–3 | Madeleine Egle David Gleirscher Peter Penz / Georg Fischler                     | Ausztria (AUT)                   | 47,122    | 48,758      | 49,108 | 2:24,988   | +0,471  |
| 4.       | 10–1 10–2 10–3 | Summer Britcher Chris Mazdzer Matthew Mortensen / Jayson Terdiman               | Egyesült Államok (USA)           | 47,266    | 48,660      | 49,165 | 2:25,091   | +0,574  |
| 5.       | 9–1 9–2 9–3    | Andrea Vötter Dominik Fischnaller Ivan Nagler / Fabian Malleier                 | Olaszország (ITA)                | 47,078    | 48,827      | 49,188 | 2:25,093   | +0,576  |
| 6.       | 8–1 8–2 8–3    | Ulla Zirne Kristers Aparjods Andris Šics / Juris Šics                           | Lettország (LAT)                 | 47,369    | 48,891      | 49,055 | 2:25,315   | +0,798  |
| 7.       | 7–1 7–2 7–3    | Jekatyerina Baturina Roman Repilov Alekszandr Gyenyiszjev / Vlagyiszlav Antonov | Olimpikonok Oroszországból (OAR) | 47,523    | 48,615      | 49,211 | 2:25,349   | +0,832  |
| 8.       | 5–1 5–2 5–3    | Ewa Kuls-Kusyk Maciej Kurowski Wojciech Chmielewski / Jakub Kowalewski          | Lengyelország (POL)              | 47,711    | 49,134      | 49,568 | 2:26,413   | +1,896  |
| 9.       | 6–1 6–2 6–3    | Aileen Frisch Lim Nam-kyu Park Jin-yong / Cho Jung-myung                        | Dél-Korea (KOR)                  | 47,211    | 49,854      | 49,478 | 2:26,543   | +2,026  |
| 10.      | 4–1 4–2 4–3    | Raluca Strămăturaru Valentin Crețu Cosmin Atodiresei / Ştefan Musei             | Románia (ROU)                    | 47,097    | 49,609      | 50,138 | 2:26,844   | +2,327  |
| 11.      | 2–1 2–2 2–3    | Katarina Šimoňáková Jozef Ninis Marek Solčanský / Karol Stuchlák                | Szlovákia (SVK)                  | 48,032    | 49,326      | 49,635 | 2:26,993   | +2,476  |
| 12.      | 3–1 3–2 3–3    | Tereza Nosková Ondřej Hyman Lukáš Brož / Antonín Brož                           | Csehország (CZE)                 | 48,238    | 49,178      | 49,645 | 2:27,061   | +2,544  |
| 13.      | 1–1 1–2 1–3    | Olena Shkhumova Anton Dukach Oleksandr Obolonchyk / Roman Zakharkiv             | Ukrajna (UKR)                    | 51,503    | 49,135      | 50,365 | 2:31,003   | +6,486  |